# Grisélidis Réal
Grisélidis Réal (Losanna, 11 agosto 1929 – Ginevra, 31 maggio 2005) è stata una scrittrice e prostituta svizzera.

## Biografia
Nata a Losanna in una famiglia di insegnanti, ha trascorso l'infanzia dapprima ad Alessandria, poi ad Atene, dove il padre lavorava. Tornata in Svizzera, ha studiato arti applicate a Zurigo. Ha avuto quattro figli da tre padri diversi. Trasferitasi in Germania all'inizio degli anni Sessanta con l'amante, un americano con problemi psichici, ha iniziato la sua attività di prostituta.
Rimpatriata in Svizzera alcuni anni dopo, ha smesso di lavorare come prostituta nel 1995, all'età di 66 anni. Nel 2005 è morta di cancro a Ginevra. Il 9 marzo 2009 il suo corpo è stato riesumato per essere seppellito al Cimetière des Rois, il prestigioso cimitero ginevrino dove sono sepolte persone di spicco come Ernest Ansermet, Giovanni Calvino, Jorge Luis Borges, Alberto Ginastera, Frank Martin, Jean Piaget e Alice Rivaz.

## Attivismo legato alla prostituzione
Nel 1974 esce il suo primo libro, Le noir est une couleur (Il nero è un colore), in cui racconta la propria storia in modo schietto e onesto, con un tono lirico e cupo dettato dalla sua esperienza di vita.
Durante gli anni Settanta, comincia a militare per le prostitute. Nel 1973 organizza l'occupazione di una chiesa a Parigi. Difende il  punto di vista secondo cui la prostituzione può essere una scelta dettata dal libero arbitrio e contribuisce alla creazione a Ginevra dell'associazione di sostegno alle prostitute Aspasie. Crea un centro di documentazione internazionale sulla prostituzione nella sua piccola dimora ginevrina e nel 1992 pubblica La Passe imaginaire, una raccolta di lettere inviate all'amico Jean-Luc Hennig.
Parallelamente al suo impegno politico elabora una visione positiva di ciò che nel gennaio 2005, in Carnet de bal d'une courtisane, ha definito, "un'arte, un umanesimo e una scienza" .

## Belle de Nuit
Il 15 febbraio 2017 è uscito un film biografico su Grisélidis Réal. Diretto da Marie-Eve de Grave, include riprese dell'intervista di de Grave a Réal poco prima della sua morte.

## Pubblicazioni
- Le noir est une couleur, Parigi, Éditions Balland, 1974; Losanna, Éditions d'en bas, 1989; Parigi, Éditions Verticales, 2005
- La Passe imaginaire, Vevey, Éditions de l'Aire / Manya, 1992; Parigi, Verticales, 2006.
- À feu et à sang, recueil de poèmes écrits tra il 2002 e il 2003, Genève, Éditions Le Chariot 2003
- Carnet de bal d'une courtisane, Parigi, Verticales, 2005.
- Les Sphinx, Parigi, Verticales, 2006.
- Le carnet de Griselidis, testo di Grisélidis Réal e Pierre Philippe, musica di Thierry Matioszek e Alain Bashung, brano interpretato da Jean * Guidoni nell'album Putains, 1985.
- Suis-je encore vivante? Journal de prison, Parigi, Verticales, 2008.
- Mémoires de l'inachevé (1954-1993), testi raccolti e presentati da Yves Pagès, Parigi, Verticales, 2011.

In italiano:
- Il nero è un colore, traduzione di Yari Moro, Rovereto, Keller, 2019